# Europejskie Igrzyska Halowe w Lekkoatletyce 1969 – sztafeta 1+2+3+4 okrążenia kobiet
Sztafeta szwedzka 1+2+3+4 okrążenia kobiet – jedna z konkurencji biegowych rozgrywanych podczas lekkoatletycznych europejskich igrzysk halowych w hali Palac Lodowy w Belgradzie. Rozegrano od razu bieg finałowy 8 marca 1969. Długość jednego okrążenia wynosiła 195 metrów. Zwyciężyła reprezentacja Związku Radzieckiego, która obroniła tytuł zdobyty na poprzednich igrzysk.

## Rezultaty

### Finał
Rozegrano od razu bieg finałowy, w którym wzięły udział 4 sztafety.

Opracowano na podstawie materiału źródłowego.
| Miejsce | Reprezentacja | Zawodniczki                                                                   | Czas   |
| ------- | ------------- | ----------------------------------------------------------------------------- | ------ |
| 1       | ZSRR          | Wira Popkowa, Ludmiła Samotiosowa, Raisa Nikanorowa, Anna Zimina              | 4:52,4 |
| 2       | Polska        | Irena Szewińska, Zdzisława Robaszewska, Elżbieta Skowrońska, Zofia Kołakowska | 4:53,2 |
| 3       | Jugosławia    | Verica Ambrozi, Ika Maričić, Mirjana Kovačev, Ninoslava Tikvicki              | 5:05,9 |
| –       | Węgry         | Györgyi Balogh, Antónia Munkácsi, Magdolna Kulcsár, Olga Kazi                 | DNF    |